# Kodiak Station
Kodiak Station é uma Região censo-designada localizada no estado americano de Alasca, no Distrito de Kodiak Island.

## Demografia
Segundo o censo americano de 2000, a sua população era de 1840 habitantes.

## Geografia
De acordo com o United States Census Bureau, a localidade tem uma área de 79,7 km², dos quais 60,7 km² cobertos por terra e 19,0 km² cobertos por água.

## Localidades na vizinhança
O diagrama seguinte representa as localidades num raio de 40 km ao redor de Kodiak Station.